# Hynobius chinensis
Hynobius chinensis é uma espécie de anfíbio caudado pertencente à família Hynobiidae. Endêmica da China.